# Family Video Diaries: Daughter of the Bride
Family Video Diaries: Daughter of the Bride ist ein US-amerikanischer Dokumentar-Kurzfilm aus dem Jahr 1997. Der Film war bei der Oscarverleihung 1998 für einen Academy Award als „Bester Dokumentar-Kurzfilm“ nominiert. Der Film ist Teil der Family Video Diaries-Reihe des Fernsehprogrammanbieters HBO.

## Handlung
Die Dokumentarfilmerin Terri Randall begleitet ihre Familie mit der Videokamera, nachdem Terris Mutter, die 66-jährige Pearl, verkündet hat, wieder heiraten zu wollen. Terri und ihre Geschwister haben mit der neuen Situation zu kämpfen. Pearl, seit 40 Jahren verwitwet, lernte Seymour kennen und verliebte sich in ihn. Ihre drei Kinder machen sich Gedanken darüber, was das für sie bedeutet und ob die erneute Heirat etwas am Andenken an ihren lange verstorbenen Vater ändert. Terri Randall zeigt, wie ihre Mutter überlegt, ob sie zur Hochzeit die Perlen, die ihr ihr erster Ehemann geschenkt hat, tragen soll, oder lieber eine goldene Halskette, die sie von Seymour bekommen hat. Am Ende des Films zieht Terri Randall ein Fazit: Seymour wird ihren Vater nicht ersetzen. Er sei einfach nur der neue Ehemann ihrer Mutter.

## Rezeption
Todd Everett sah den Film für die Zeitschrift Variety und war in seiner Rezension vom 4. November 1997 nicht begeistert. Everett wirft der Filmemacherin Selbstbezogenheit vor („Daughter of the Bride couldn’t be more self-centered“) und vermisst die völlig fehlende Darstellung der Familie des Bräutigams („Randall seems to think that her story is quite enough; let Rose’s new husband’s family make their own documentary“). Dennoch, der Film sei „nett gemacht“ („nicely made“) und biete „farbenfrohe Charaktere“ („colorful characters“).